# 向日市立第2向陽小学校
向日市立第2向陽小学校（むこうしりつ だいにこうようしょうがっこう）は、京都府向日市物集女町南条にある市立小学校。

## 概要
向日市の北部に位置し、向日市で2番目の小学校として開校した小学校である。

## 沿革
- 1964年4月 - 開校（向陽小学校に併設）
- 1966年4月 - 現在地（物集女）にて開校開設
- 1966年8月 - グラウンド竣工
- 1967年9月 - 北校舎（6教室）竣工
- 1968年2月 - 体育館竣工
- 1969年7月 - プール竣工
- 1971年4月 - 第3向陽小学校を分離
- 1972年10月 - 市制施行により向日市立第2向陽小学校へ改称
- 1973年4月 - 第4向陽小学校を分離
- 1980年4月 - 第6向陽小学校を分離
- 1991年3月 - 給食室を改築
- 1992年9月 - グラウンドに夜間照明施設設置
- 1995年11月 - コンピューター教室設置

## 主な進学先
- 向日市立西ノ岡中学校

## 交通
- JR京都線 向日町駅下車
- 阪急京都本線 東向日駅・洛西口駅下車

## 通学区域が隣接している学校
- 向日市立第4向陽小学校
- 向日市立第6向陽小学校
- 京都市立洛西陵明小中学校
- 京都市立新林小学校
- 京都市立樫原小学校